# Derk Sauer
Derk Sauer (31. října 1952 Amsterdam Nizozemsko – 31. července 2025 Zeeland Nizozemsko) byl nizozemský novinář, nakladatel a zakladatel deníku The Moscow Times.

## Životopis
Derk Sauer pocházel z Amsterdamu. V roce 1969 složil závěrečné zkoušky na Hogere Burgerschool v Casimir Lyceum v Amstelveenu a jako student pracoval pro režiséra Gieda Jasparse. Ve věku 14 let založil skupinu za světový mír a zorganizoval demonstraci v Amstelveenu proti invazi Varšavské smlouvy do Československa. Po krátkém období práce v továrně na žvýkačky Maple Leaf se trvale začal věnovat žurnalistice.
Svou novinářskou kariéru zahájil ve stranických novinách tehdejší KEN (ml), dnes Socialistické strany (SP). V roce 1970 odjel Sauer do Severního Irska, aby podával zprávy o konfliktu například pro rozhlasovou stanici VPRO a deník De Groene Amsterdammer.
Na počátku 70. let spolupracoval s novináři Fonsem Burgerem, Adriaanem Monshouwerem a Bobem Visserem. Pro stanici BBC a pořad Panorama procestoval z Hanoje do Saigonu, natáčel v Kurdistánu a s Rudými Khmery v Kambodži a spoluprodukoval dokument Een Koninkrijk voor een Huis o nepokojích squatterů během inaugurace královny Beatrix. V letech 1982 až 1989 byl šéfredaktorem časopisu Nieuwe Revu.
V roce 1989 se s manželkou a synem přestěhoval do Sovětského svazu. V roce 1992 založil anglickojazyčné noviny The Moscow Times určené pro rostoucí komunitu přistěhovalců v Ruské federaci. Noviny byly původně k dostání zdarma. Následně založil společnost Independent Media. Ta vydávala ruské edice populárních západních magazínů, jako například Cosmopolitan, nebo Playboy. V roce 1999 založil ruskojazyčný list a server Vedomosti zabývající se hospodářstvím a byznysem.
Deník The Moscow Times v roce 2005 prodal, ale v roce 2017 jej znovu zakoupil a přesunul jeho vydávání do plně digitální podoby. Kvůli ruské cenzuře v době války na Ukrajině společnost v březnu 2022 přesunul do Amsterdamu.
Derk Sauer zemřel 31. července 2025 ve svém domě v Zeelandu ve věku 72 let na následky zranění, která utrpěl při jachtařské nehodě na Korfu několik týdnů předtím.

## Politické názory
V minulosti se považoval za maoistu a od mládí se účastnil nizozemské levicové politiky. Tvrdil, že studentské protesty v květnu 1968 ve Francii v Paříži do značné míry ovlivnily jeho politické přesvědčení. Od svých 17 let byl téměř 20 let sledován a odposloucháván nizozemskou domácí zpravodajskou službou. Později komunistickou ideologii zavrhl a Mao Ce-tunga označil za monstrum. Byl členem Socialistické strany Nizozemska.